# Campionato mondiale maschile under 23 di pallavolo 2015
Il campionato mondiale maschile under 23 di pallavolo 2015 si è svolto dal 24 al 31 agosto 2015 a Dubai, negli Emirati Arabi Uniti: al torneo hanno partecipato dodici squadre nazionali under 23 e la vittoria finale è andata per la prima volta alla Russia.

## Impianti
|                                                                          |  |  |
|                                                                          |  |  |
| Hamdan Sports Complex Città: Dubai Capienza: 3 000 Anno d'apertura: 2010 |  |  |

## Regolamento

### Formula
Le squadre hanno disputato una prima fase a gironi con formula del girone all'italiana; al termine della prima fase:
- Le prime due classificate di ogni girone hanno acceduto alla fase finale per il primo posto strutturata in semifinali, finale per il terzo posto e finale.
- La seconda e la terza classificata di ogni girone hanno acceduto alla finale per il quinto posto strutturata in semifinali, finale per il settimo posto e finale per il quinto posto.

### Criteri di classifica
Se il risultato finale è stato di 3-0 o 3-1 sono stati assegnati 3 punti alla squadra vincente e 0 a quella sconfitta, se il risultato finale è stato di 3-2 sono stati assegnati 2 punti alla squadra vincente e 1 a quella sconfitta.
L'ordine del posizionamento in classifica è stato definito in base a:
- Numero di partite vinte;
- Punti;
- Ratio dei set vinti/persi;
- Ratio dei punti realizzati/subiti;
- Risultati degli scontri diretti.

## Squadre partecipanti
| Squadra             | Qualificazione                                       | Ultima partecipazione |
| ------------------- | ---------------------------------------------------- | --------------------- |
| Argentina           | 1ª al campionato sudamericano under 23 2014          | Brasile 2013          |
| Brasile             | 2ª al campionato sudamericano under 23 2014          | Brasile 2013          |
| Corea del Sud       | 2ª al campionato asiatico ed oceaniano under 23 2015 | Debutto               |
| Cuba                | 1ª alla Coppa panamericana under 23 2014             | Debutto               |
| Egitto              | 1ª al campionato africano under 23 2014              | Brasile 2013          |
| Emirati Arabi Uniti | Paese organizzatore                                  | Debutto               |
| Iran                | 1ª al campionato asiatico ed oceaniano under 23 2015 | Brasile 2013          |
| Italia              | 2ª nel ranking CEV under 20                          | Debutto               |
| Messico             | 2ª alla Coppa panamericana under 23 2014             | Brasile 2013          |
| Russia              | 1ª nel ranking CEV under 20                          | Brasile 2013          |
| Tunisia             | 2ª al campionato africano under 23 2014              | Brasile 2013          |
| Turchia             | 7ª nel ranking FIVB under 21                         | Debutto               |

## Torneo

### Prima fase
| Girone A            | Girone B  |
| ------------------- | --------- |
| Corea del Sud       | Argentina |
| Cuba                | Brasile   |
| Egitto              | Messico   |
| Emirati Arabi Uniti | Russia    |
| Iran                | Tunisia   |
| Italia              | Turchia   |

#### Girone A

##### Risultati
| 24 agosto 2015 Sheikh Maktoum Sports Hall, Dubai Durata: 1h:43 - Spettatori: 150 | Italia              | 3 - 1 | Egitto        | 22-25, 25-14, 25-16, 25-19       |
| 24 agosto 2015 Sheikh Maktoum Sports Hall, Dubai Durata: 1h:20 - Spettatori: 230 | Cuba                | 3 - 0 | Corea del Sud | 25-21, 25-21, 25-22              |
| 24 agosto 2015 Sheikh Maktoum Sports Hall, Dubai Durata: 1h:10 - Spettatori: 600 | Emirati Arabi Uniti | 0 - 3 | Iran          | 16-25, 16-25, 20-25              |
| 25 agosto 2015 Sheikh Maktoum Sports Hall, Dubai Durata: 1h:16 - Spettatori: 160 | Cuba                | 3 - 0 | Egitto        | 25-20, 25-19, 25-17              |
| 25 agosto 2015 Sheikh Maktoum Sports Hall, Dubai Durata: 1h:50 - Spettatori: 280 | Iran                | 3 - 1 | Corea del Sud | 22-25, 25-22, 25-17, 25-22       |
| 25 agosto 2015 Sheikh Maktoum Sports Hall, Dubai Durata: 1h:05 - Spettatori: 100 | Emirati Arabi Uniti | 0 - 3 | Italia        | 20-25, 13-25, 12-25              |
| 26 agosto 2015 Sheikh Maktoum Sports Hall, Dubai Durata: 2h:07 - Spettatori: 300 | Iran                | 1 - 3 | Cuba          | 31-33, 23-25, 25-14, 24-26       |
| 26 agosto 2015 Sheikh Maktoum Sports Hall, Dubai Durata: 1h:47 - Spettatori: 100 | Italia              | 3 - 1 | Corea del Sud | 25-15, 29-31, 25-22, 25-18       |
| 26 agosto 2015 Sheikh Maktoum Sports Hall, Dubai Durata: 1h:37 - Spettatori: 250 | Emirati Arabi Uniti | 1 - 3 | Egitto        | 14-25, 21-25, 25-22, 12-25       |
| 28 agosto 2015 Sheikh Maktoum Sports Hall, Dubai Durata: 1h:53 - Spettatori: 450 | Italia              | 3 - 1 | Iran          | 25-23, 15-25, 25-17, 26-24       |
| 28 agosto 2015 Sheikh Maktoum Sports Hall, Dubai Durata: 1h:22 - Spettatori: 350 | Emirati Arabi Uniti | 0 - 3 | Cuba          | 22-25, 26-28, 16-25              |
| 28 agosto 2015 Sheikh Maktoum Sports Hall, Dubai Durata: 1h:37 - Spettatori: 100 | Corea del Sud       | 3 - 1 | Egitto        | 25-20, 25-18, 19-25, 25-22       |
| 29 agosto 2015 Sheikh Maktoum Sports Hall, Dubai Durata: 2h:13 - Spettatori: 300 | Italia              | 2 - 3 | Cuba          | 27-25, 25-23, 24-26, 25-27, 9-15 |
| 29 agosto 2015 Sheikh Maktoum Sports Hall, Dubai Durata: 1h:56 - Spettatori: 350 | Iran                | 3 - 2 | Egitto        | 25-17, 22-25, 25-12, 24-26, 15-9 |
| 29 agosto 2015 Sheikh Maktoum Sports Hall, Dubai Durata: 1h:10 - Spettatori: 320 | Emirati Arabi Uniti | 0 - 3 | Corea del Sud | 17-25, 18-28, 16-25              |

##### Classifica
| Pos | Squadra             | Pt | G | V | P | SV | SP | Ratio | PF  | PS  | Ratio |
| --- | ------------------- | -- | - | - | - | -- | -- | ----- | --- | --- | ----- |
| 1   | Cuba                | 14 | 5 | 5 | 0 | 15 | 3  | 5.000 | 443 | 397 | 1.115 |
| 2   | Italia              | 13 | 5 | 4 | 1 | 14 | 6  | 2.333 | 477 | 410 | 1.163 |
| 3   | Iran                | 8  | 5 | 3 | 2 | 11 | 9  | 1.222 | 475 | 417 | 1.139 |
| 4   | Corea del Sud       | 6  | 5 | 2 | 3 | 8  | 10 | 0.800 | 405 | 412 | 0.893 |
| 5   | Egitto              | 4  | 5 | 1 | 4 | 7  | 13 | 0.538 | 401 | 449 | 0.893 |
| 6   | Emirati Arabi Uniti | 0  | 5 | 0 | 5 | 1  | 15 | 0.066 | 284 | 400 | 0.710 |

#### Girone B

##### Risultati
| 24 agosto 2015 Sheikh Maktoum Sports Hall, Dubai Durata: 1h:42 - Spettatori: 500 | Russia    | 3 - 1 | Tunisia   | 25-15, 22-25, 25-18, 25-22        |
| 24 agosto 2015 Sheikh Maktoum Sports Hall, Dubai Durata: 1h:44 - Spettatori: 80  | Argentina | 1 - 3 | Turchia   | 19-25, 21-25, 25-22, 19-25        |
| 24 agosto 2015 Sheikh Maktoum Sports Hall, Dubai Durata: 1h:13 - Spettatori: 120 | Brasile   | 3 - 0 | Messico   | 25-14, 25-15, 25-16               |
| 25 agosto 2015 Sheikh Maktoum Sports Hall, Dubai Durata: 1h:16 - Spettatori: 100 | Turchia   | 3 - 0 | Tunisia   | 25-20, 25-22, 25-14               |
| 25 agosto 2015 Sheikh Maktoum Sports Hall, Dubai Durata: 1h:07 - Spettatori: 100 | Argentina | 3 - 0 | Messico   | 25-17, 25-19, 25-14               |
| 25 agosto 2015 Sheikh Maktoum Sports Hall, Dubai Durata: 1h:51 - Spettatori: 250 | Russia    | 3 - 1 | Brasile   | 26-24, 17-25, 25-16, 25-21        |
| 26 agosto 2015 Sheikh Maktoum Sports Hall, Dubai Durata: 1h:21 - Spettatori: 75  | Turchia   | 3 - 0 | Messico   | 25-22, 28-26, 25-12               |
| 26 agosto 2015 Sheikh Maktoum Sports Hall, Dubai Durata: 2h:00 - Spettatori: 100 | Russia    | 3 - 2 | Argentina | 23-25, 25-21, 22-25, 25-22, 15-9  |
| 26 agosto 2015 Sheikh Maktoum Sports Hall, Dubai Durata: 1h:45 - Spettatori: 150 | Brasile   | 3 - 1 | Tunisia   | 25-21, 22-25, 25-21, 25-20        |
| 28 agosto 2015 Sheikh Maktoum Sports Hall, Dubai Durata: 1h:22 - Spettatori: 200 | Messico   | 0 - 3 | Tunisia   | 22-25, 21-25, 24-26               |
| 28 agosto 2015 Sheikh Maktoum Sports Hall, Dubai Durata: 2h:06 - Spettatori: 300 | Russia    | 3 - 2 | Turchia   | 21-25, 25-15, 25-23, 23-25, 15-8  |
| 28 agosto 2015 Sheikh Maktoum Sports Hall, Dubai Durata: 2h:16 - Spettatori: 350 | Brasile   | 2 - 3 | Argentina | 18-25, 18-25, 33-31, 25-23, 13-25 |
| 29 agosto 2015 Sheikh Maktoum Sports Hall, Dubai Durata: 1h:08 - Spettatori: 75  | Russia    | 3 - 0 | Messico   | 25-22, 25-12, 25-17               |
| 29 agosto 2015 Sheikh Maktoum Sports Hall, Dubai Durata: 1h:46 - Spettatori: 180 | Brasile   | 3 - 1 | Turchia   | 22-25, 25-18, 25-19, 25-21        |
| 29 agosto 2015 Sheikh Maktoum Sports Hall, Dubai Durata: 1h:49 - Spettatori: 150 | Argentina | 3 - 2 | Tunisia   | 25-21, 21-25, 25-23, 17-25, 15-6  |

##### Classifica
| Pos | Squadra   | Pt | G | V | P | SV | SP | Ratio | PF  | PS  | Ratio |
| --- | --------- | -- | - | - | - | -- | -- | ----- | --- | --- | ----- |
| 1   | Russia    | 13 | 5 | 5 | 0 | 15 | 6  | 2.500 | 484 | 415 | 1.166 |
| 2   | Turchia   | 10 | 5 | 3 | 2 | 12 | 7  | 1.714 | 429 | 406 | 1.056 |
| 3   | Brasile   | 10 | 5 | 3 | 2 | 12 | 8  | 1.500 | 462 | 427 | 1.081 |
| 4   | Argentina | 8  | 5 | 3 | 2 | 12 | 10 | 1.200 | 483 | 464 | 1.040 |
| 5   | Tunisia   | 4  | 5 | 1 | 4 | 7  | 12 | 0.583 | 399 | 439 | 0.908 |
| 6   | Messico   | 0  | 5 | 0 | 5 | 0  | 15 | 0.000 | 273 | 379 | 0.720 |

### Fase finale

#### Finali 1º e 3º posto
|  | Semifinali | Semifinali | Semifinali |        |         | 1º/2º posto | 1º/2º posto | 1º/2º posto |  |
|  |            |            |            |        |         |             |             |             |  |
|  | Cuba       | Cuba       | 0          |        |         |             |             |             |  |
|  | Cuba       | Cuba       | 0          |        |         |             |             |             |  |
|  | Turchia    | Turchia    | 3          |        |         |             |             |             |  |
|  | Turchia    | Turchia    | 3          |        | Turchia | Turchia     | 1           |             |  |
|  |            |            |            |        | Turchia | Turchia     | 1           |             |  |
|  |            |            | Russia     | Russia | 3       |             |             |             |  |
|  | Russia     | Russia     | Russia     | Russia | 3       | 3           |             |             |  |
|  | Russia     | Russia     |            |        |         | 3           |             |             |  |
|  | Italia     | Italia     | 0          |        |         | 3º/4º posto | 3º/4º posto | 3º/4º posto |  |
|  | Italia     | Italia     | 0          |        |         |             |             |             |  |
|  |            |            |            |        |         |             |             |             |  |
|  |            |            |            |        |         | Cuba        | Cuba        | 1           |  |
|  |            |            |            |        |         | Cuba        | Cuba        | 1           |  |
|  |            |            |            |        |         | Italia      | Italia      | 3           |  |

##### Semifinali
| 30 agosto 2015 Sheikh Maktoum Sports Hall, Dubai Durata: 1h:19 - Spettatori: 200 | Cuba   | 0 - 3 | Turchia | 19-25, 18-25, 25-27 |
| 30 agosto 2015 Sheikh Maktoum Sports Hall, Dubai Durata: 1h:20 - Spettatori: 700 | Russia | 3 - 0 | Italia  | 25-20, 25-18, 27-25 |

##### Finale 3º posto
| 31 agosto 2015 Sheikh Maktoum Sports Hall, Dubai Durata: 1h:48 - Spettatori: 1 000 | Cuba | 1 - 3 | Italia | 22-25, 25-18, 23-25, 21-25 |

##### Finale
| 31 agosto 2015 Sheikh Maktoum Sports Hall, Dubai Durata: 1h:51 - Spettatori: 2 300 | Turchia | 1 - 3 | Russia | 24-26, 25-16, 18-25, 24-26 |

#### Finali 5º e 7º posto
|  | Semifinali    | Semifinali    | Semifinali |         |           | 5º/6º posto   | 5º/6º posto   | 5º/6º posto |  |
|  |               |               |            |         |           |               |               |             |  |
|  | Iran          | Iran          | 1          |         |           |               |               |             |  |
|  | Iran          | Iran          | 1          |         |           |               |               |             |  |
|  | Argentina     | Argentina     | 3          |         |           |               |               |             |  |
|  | Argentina     | Argentina     | 3          |         | Argentina | Argentina     | 1             |             |  |
|  |               |               |            |         | Argentina | Argentina     | 1             |             |  |
|  |               |               | Brasile    | Brasile | 3         |               |               |             |  |
|  | Brasile       | Brasile       | Brasile    | Brasile | 3         | 3             |               |             |  |
|  | Brasile       | Brasile       |            |         |           | 3             |               |             |  |
|  | Corea del Sud | Corea del Sud | 0          |         |           | 7º/8º posto   | 7º/8º posto   | 7º/8º posto |  |
|  | Corea del Sud | Corea del Sud | 0          |         |           |               |               |             |  |
|  |               |               |            |         |           |               |               |             |  |
|  |               |               |            |         |           | Iran          | Iran          | 3           |  |
|  |               |               |            |         |           | Iran          | Iran          | 3           |  |
|  |               |               |            |         |           | Corea del Sud | Corea del Sud | 1           |  |

##### Semifinali
| 30 agosto 2015 Sheikh Maktoum Sports Hall, Dubai Durata: 1h:43 - Spettatori: 100 | Iran    | 1 - 3 | Argentina     | 17-25, 25-16, 23-25, 21-25 |
| 30 agosto 2015 Sheikh Maktoum Sports Hall, Dubai Durata: 1h:19 - Spettatori: 100 | Brasile | 3 - 0 | Corea del Sud | 25-20, 25-15, 25-22        |

##### Finale 7º posto
| 31 agosto 2015 Sheikh Maktoum Sports Hall, Dubai Durata: 1h:33 - Spettatori: 100 | Iran | 3 - 1 | Corea del Sud | 25-23, 25-20, 17-25, 25-15 |

##### Finale 5º posto
| 31 agosto 2015 Sheikh Maktoum Sports Hall, Dubai Durata: 1h:47 - Spettatori: 140 | Argentina | 1 - 3 | Brasile | 19-25, 18-25, 32-30, 22-25 |

## Podio

### Campione
Formazione: 1 Pavel Pankov, 4 Ivan Demakov, 7 Egor Feoktistov, 9 Il'ja Petrušov, 11 Ivan Podrebinkin, 13 Roman Žos', 14 Aleksandar Kimerov, 15 Dmitrij Volkov, 17 Maksim Maksimenko, 18 Egor Kljuka, 19 Sergej Nikitin, 20 Sergej Eršov, CT: Michail Nikolaev

### Secondo posto
Formazione: 2 Salih Özdemir, 4 Boğaçhan Zambak, 5 Burak Güngör, 7 Emre Savaş, 10 Gökhan Gökgöz, 11 Emre Şenol, 13 Yasin Aydın, 14 Faik Güneş, 15 Metin Toy, 16 Murat Yenipazar, 18 Alperay Demirciler, 20 Ügür Güneş, CT: Emanuele Zanini

### Terzo posto
Formazione: 1 Alberto Polo, 3 Luca Spirito, 5 Oreste Cavuto, 6 Giacomo Raffaelli, 7 Fabio Balaso, 10 Tiziano Mazzone, 11 Gabriele Nelli, 12 Fabio Ricci, 14 Sebastiano Milan, 16 Elia Bossi, 17 Marco Izzo, 19 Luca Borgogno, CT: Michele Totire

## Classifica finale
| Pos | Squadre             |
| --- | ------------------- |
|     | Russia              |
|     | Turchia             |
|     | Italia              |
| 4   | Cuba                |
| 5   | Brasile             |
| 6   | Argentina           |
| 7   | Iran                |
| 8   | Corea del Sud       |
| 9   | Egitto              |
| 9   | Tunisia             |
| 11  | Messico             |
| 11  | Emirati Arabi Uniti |

## Premi individuali
| Premio                | Nome            | Squadra |
| --------------------- | --------------- | ------- |
| MVP                   | Egor Kljuka     | Russia  |
| Miglior palleggiatore | Murat Yenipazar | Turchia |
| Miglior opposto       | Metin Toy       | Turchia |
| Miglior schiacciatore | Egor Kljuka     | Russia  |
| Miglior schiacciatore | Gökhan Gökgöz   | Turchia |
| Miglior centrale      | Ivan Demakov    | Russia  |
| Miglior centrale      | Faik Güneş      | Turchia |
| Miglior libero        | Yonder García   | Cuba    |